# اعتیاد رفتاری
اعتیاد رفتاری در مقابل (اعتیاد شیمیایی) یا اعتیاد نرم، یا اعتیاد غیروابسته به مواد، نوعی از اعتیاد است که منشأ آن از مصرف کردن مواد مخدر نباشد. اعتیاد رفتاری عبارت است از انجام اجبارگونه و تکراری یک رفتار تا حدی که منجر به آسیب به سلامت بدنی، ذهنی یا مالی شود. اگر رفتاری با وجود نتایج مخرب فوق تکرار شود، این نشانه‌ای از اعتیاد فوق خواهد بود. وضعیت‌هایی که به عنوان اعتیاد رفتاری توصیف می‌شوند، جزئی از اختلالات تبیین شده در آخرین نسخه از راهنمای تشخیصی و آماری اختلال‌های روانی (DSM-5) نیست، زیرا به تصریح خود آن مرجع، هنوز شواهد کارشناسانه کافی برای ایجاد معیارهای تشخیصی و توصیف اصولی این رفتارها به عنوان بیماری روانی وجود ندارد.

## اعتیاد رفتاری
وقتی ما واژه‌ی اعتیاد را می‌شنویم، ناخودآگاه مصرف مواد مخدر و افرادی که معتاد هستند به فکرمان می‌آید. اما اعتیاد فقط محدود به مصرف مواد مخدر نیست، نوع دیگری از اعتیاد هم وجود دارد که اعتیاد رفتاری نامیده می‌شوند. و چون نشانه‌ها و شرایطی مثل اعتیاد به مواد مخدر را ندارند و جزئی از رفتارهای روزمره محسوب می‌شوند، معمولاً  آن‌ها را نادیده می‌گیریم. 
اعتیاد رفتاری شامل رفتارهایی هستند که ما از انجام دادن آن‌ها احساس خوبی می‌کنیم، و از آن رفتارها برای تحمل و کم کردن اضطراب و استرس استفاده می‌کنیم و نمی‌توانیم کنترلشان کنیم، حتی اگر باعث آسیب به خودمان و دیگران بشود، نمی‌توانیم کنار بکشیم.
در واقع این رفتارها تبدیل به یک عادت در زندگی ما می‌شوند و انجام این رفتارها با اینکه برای ما احساس خوب و لذت بخشی دارد، اما به صورت یک اجبار در زندگی‌مان درآمده و شبیه به اعتیاد مصرف‌کنندگان مواد مخدر است.
در واقع این رفتارها تبدیل به یک عادت در زندگی  فرد هستند و انجام این رفتارها با اینکه برای فرد احساس خوب و لذت بخشی دارد، اما به صورت یک اجبار در زندگی‌‌اش شده و مانند اعتیاد به مصرف‌ مواد مخدر شده است.
این رفتارها می‌توانند از سن پایین شروع شوند و تا بزرگسالی ادامه پیدا کنند و زندگی فرد را دچار مشکل کنند. از جمله این رفتارهای اعتیاد گونه می‌توان از اعتیاد به غذا خوردن، اعتیاد به اینترنت و اعتیاد به بازی‌ها و سرگرمی‌های کامپیوتری اشاره کرد. رفتارهای اعتیادی علامت‌هایی هستند که به ما نشان می‌دهند، فردی که گرفتار این رفتارها است، در حال تلاش است تا از احساسات ناراحت‌کننده و ناخوشایندی که در درون دارد،  بگریزد.

## چرا اعتیاد رفتاری مشکل ساز است؟
خیلی از افرادی که به این رفتارها اعتیاد دارند، در واقع چون نمی‌توانند مشکلات را مدیریت کنند و هیجاناتشان را کنترل کنند و می‌خواهند از ان فرار کنند، به این رفتارهای اعتیادی روی می‌آورند. به همین خاطر می‌توانیم بگوییم که این رفتارها به دلیل مشکلات حل نشده روانی و بین فردیِ افراد به وجود آمده‌اند.
انجام این رفتارها با اینکه در لحظه حال ما را خوب می‌کنند، اما بعد آن برای ما اضطراب و افسردگی، مشکل در روابط اجتماعی، مشکلات عاطفی و حتی مشکلات تحصیلی مثل نمره پایین گرفتن یا قبول نشدن در درس یا بی‌علاقگی برای انجام تکالیف را به دنبال دارند. زمانی که ما وقت زیادی را با اینترنت و بازی‌های کامپیوتری می‌گذرانیم، در واقع وظایف دیگه‌مان را انجام نمی‌دهیم و دچار نگرانی، اضطراب و عذاب وجدان می‌شویم. همچنین چون درگیر این فعالیت‌ها هستیم، کم‌کم از دیگران، خانواده و دوستان دور می‌شویم.
دیگر از مثال‌های اعتیاد رفتاری، پرخوری هست، اگه ما دچار رفتاری مثل پرخوری باشیم، این رفتار می‌تواند باعث چاقی و اضافه وزن در ما بشود و ما را به خاطر وضعیت جسمانی و ظاهری دچار احساس افسردگی کند. از این نوع رفتارهایی که به خوردن مربوط هستند می‌توانیم اشاره کنیم به مواردی که بعضی‌ها عادت دارند حتماً بعد از غذا شیرینی بخورند یا عادت دارند با غذا حتماً نوشابه بخورند. همان‌طور که گفتیم این رفتارها شبیه رفتار اعتیاد به مواد مخدر هست و برای ما مشکل زاست. تحقیقاتی نشان داده که اعتیاد رفتاری و مغز به هم مرتبط هستند و مثل اعتیاد به مواد مخدر، کارکرد مغز را دچار مشکل می‌کند و برای ما مشکل زاست، تحقیقاتی نشان داده که اعتیاد رفتاری و مغز به هم مرتبط هستند و مثل اعتیاد به مواد مخدر، کارکرد مغز را دچار مشکل می‌کند.

## نشانه‌های اعتیاد رفتاری
علامت‌هایی که نشان دهنده یک رفتار اعتیاد گونه هستند، شامل:
- داشتن مشغولیت ذهنی برای انجام کار
- احساس اجبار برای انجام رفتار
- انجام رفتارهای اعتیادی باعث می‌شود که از جنبه‌های دیگر زندگی دور بشویم
- میزان انجام رفتار اعتیادی به مرور زمان بیشتر می‌شود
- ناتوانی در انجام ندادن کار
- با انجام ندادن کار دچار نشانه‌های افسردگی و اضطراب می‌شویم

## انواع اعتیادهای رفتاری
هر رفتاری که تعریف اعتیاد رفتاری برای آن صدق کند و نشانه‌های اعتیاد رفتاری را داشته باشد، جزء رفتارهای اعتیاد گونه محسوب می‌شود. اما برخی از این رفتارها مهم‌تر و در بین افراد شایع تر هستند که در ادامه به بررسی آن‌ها می‌پردازیم.

### اعتیاد به خوردن
شاید عجیب به نظر بیاید که می‌شود به غذا و غذا خوردن هم معتاد بود. اما تحقیقاتی که جدیداً انجام شدند نشان می‌دهند که واکنش مغز بعضی افراد به غذاها مثل واکنش به مواد اعتیاد آور است. مخصوصاً غذاهایی که شکر، چربی و نمک دارند. خوردن این غذاها می‌تواند به یک عادت تبدیل شود و واکنشی که مغز فرد واکنشی که به این غذاها نشان می‌دهد، مثل واکنشی است که به مواد مخدر نشان می‌دهد فردی که دچار اعتیاد به خوردن است، بیشتر می‌خورد و می‌کند. این افراد نمی‌توانند رفتار خودشان را به راحتی تغییر بدهند، حتی با اینکه بارها تلاش کرده‌اند که این رفتار را عوض کنند؛ بنابراین به یک روش درمانی مناسب و مؤثر برای ترک اعتیاد رفتاری احتیاج دارند.

#### نشانه‌های رفتار اعتیاد به خوردن چه هستند؟
- خوردن در زمانی که فرد احساس گرسنگی ندارد
- خروج مداوم از خانه برای خریدن مواد غذایی خاص
- اگر آن غذا را مصرف نکند احساس نگرانی می‌کند
- این خوردن زیاد باعث بیماری فرد می‌شود
- فرد بعد از مصرف غذایی خاص دچار حالات افسردگی، استرس و احساس گناه می‌شود

##### اعتیاد به بازی‌های کامپیوتری
در دنیای کامپیوتر، سرگرمی‌های متنوعی که وجود دارند که قطعاً می‌توانند افراد خیلی زیادی را جذب خود کنند. بازی کردن عیبی ندارد و به عنوان یکی از راه‌های گذراندن اوقات فراغت خیلی لذت بخش است. اما همین بازی کردن می‌تواند جنبه اعتیادی به خودش بگیرد. زمانی که افراد برای فرار از مشکلات در زندگی و روابط خود با دیگران در دنیای واقعی، به دنیای بازی‌ها می‌روند و زمان زیادی صرف می‌کنند و در آنجا احساس خوبی دارند، از کارهای دیگر غافل می‌شوند و اعتیاد به بازی‌های کامپیوتری شکل می‌گیرد.
اما چرا به این بازی‌ها معتاد می‌شویم؟
چون در محیط بازی کنترل محیط دست ماست و این احساس خوبی به ما می‌دهد. خیلی از کارهایی که نمی‌توانیم در دنیای واقعی انجام بدهیم را می‌توانیم در بازی‌ها انجام بدهیم. البته یکی از مواردی که در این رابطه باید به آن توجه شود، بحث پرخاشگری و خشونت موجود در برخی بازی هاست که می‌تواند اثرات آسیب‌زایی به همراه داشته باشد. بازی‌های کامپیوتری مخصوصاً در سنین نوجوانی وسیله‌ای برای تخلیه هیجان هستند و برای همین فرد را به سمت خود می‌کشند. دنیای سرگرمی‌های کامپیوتری برای نوجوان یک محیط پاداش‌دهنده هستند و این فرآیندِ تشویقی در اعتیاد نوجوانان به بازی کردن مؤثر است.

###### چرا اعتیاد به بازی‌های کامپیوتری بد هست؟
با مواردی که گفته شد به نظر می‌آید که بازی‌های کامپیوتری جذابیت زیادی دارند. پس چرا بازی کردن زیاد مشکل محسوب می‌شود؟ دلیل اول اینکه بازی کردن زیاد به جسم ما آسیب می‌زند. اثرات منفی مثل کم شدن بینایی، سردرد، درد گردن و کمر، چاقی و… از جمله تأثیرات منفی اعتیاد رفتاری به کامپیوتر هستند. دلیل دوم اینکه وقتی ما درگیر این بازی‌ها می‌شویم، الگوی زندگی‌مان عوض می‌شود، ساعت‌های کار و تفریحمان بهم می‌ریزد، ترجیح می‌دهیم کاری نکنیم، مدرسه نرویم و به جای آن فقط بازی کنیم. دلیل دیگر مربوط به بحث پرخاشگری در برخی بازی هاست که روی نوجوانان تأثیر می‌گذارد و ممکن است فرد در دنیای بیرون هم آن پرخاشگری‌ها را از خودش نشان بدهد و تو کنترل خشم ضعیف بشود. یک دلیل دیگر اینکه بازی بیش از اندازه باعث می‌شود که خلاقیت و مهارت حل مسئله در ما کم شود؛ چون در بازی‌ها راه حل‌ها از قبل تعیین شده‌اند و ما طبق همان روش‌ها بازی می‌کنیم. و خب معلوم هست که وقتی ما بیش از اندازه وقتمان را صرف بازی‌های دیجیتال می‌کنیم، نمی‌توانیم وقتی برای درس‌هایمان بگذاریم و در تحصیل هم دچار مشکل و افت می‌شویم.

###### اعتیاد رفتاری به اینترنت
فضای مجازی این روزها قطعاً یکی از مواردی هست که همه ما را می‌تواند ساعت‌ها به خودش مشغول کند. برای بعضی‌هایمان سر زدن به اینترنت و گشتن در آن تبدیل به یکی از عادت‌های زندگی شده و برای بعضی دیگر استفاده از اینترنت جنبه کاری دارد و برای کارشان باید ساعت‌های زیادی از اینترنت استفاده کنند. خب این‌ها کاملاً طبیعی هست. اما عده ای هم هستند که به استفاده از اینترنت اعتیاد دارند و این قدر زیاد به آن وابسته هستند که این مسئله بر سلامتی و تحصیلات و زندگی‌شان اثر منفی گذاشته‌است. البته همان‌طور که گفته شد همه ما از اینترنت استفاده می‌کنیم. پس تفاوت کسی که به اینترنت اعتیاد دارد و دیگران در چیست؟

###### اعتیاد به اینترنت چه ویژگی‌هایی دارد؟
- وقتی فرد درگیر اینترنت می‌شود، زمان را از دست می‌دهد
- اگه فرد زمان زیادی راو در اینترنت صرف کند، احساس گناه می‌کند
- توجیه‌های غیرمنطقی برای استفاده زیاد از اینترنت می‌آورد
- علاقه ای به انجام کارهای دیگر ندارد
- فقط زمانی که از اینترنت استفاده می‌کند احساس شادی و آرامش دارد
- اگر در اینترنت نباشد، خلق منفی پیدا می‌کند
- به دلیل این رفتار اعتیادی فعالیت‌های فیزیکی و غذا خوردنش دچار مشکل می‌شود
- امکان دارد به سردرد، گردن درد و کمر در دچار شود
- نمی‌تواند به راحتی این اعتیاد رفتاری را کنار بگذارد
- ساعات کمتری را صرف درس خواندن می‌کند و در مدرسه دچار مشکل می‌شود
- اغلب غذا را جلوی کامپیوتر صرف می‌کند یا اصلاً غذا نمی‌خورد
- با اینکه باید صبح زود بیدار شود، اما تا دیروقت از اینترنت استفاده می‌کند

## ترک و درمان اعتیاد رفتاری
با توجه به علامت‌ها و مشکلاتی که این رفتارهای اعتیادگونه برای ما درست می‌کنند، لازم است که حتماً به دنبال راهی برای درمان اعتیاد رفتاری باشیم. هرکدام از رفتارهای اعتیادی با توجه به خصوصیاتی که دارند، می‌توانند درمان مخصوص به خود را داشته باشند. این درمان‌ها باید زیر نظر متخصص مربوطه باشند و می‌توانند شامل درمان فردی، شرکت در گروه‌های درمانی، روش‌های مراقبه و تکنیک‌های آرام‌بخش و استفاده از تکنیک‌های ذهن آگاهی باشند.
یکی از عوامل اعتیادهای رفتاری، اضطراب و استرسی هست که تحمل می‌کنیم و با استفاده از این اعتیاد، می‌خواهیم که از فشار این اضطراب فرار کنیم. همونطور که بالاتر اشاره کردم، با رسیدن به خود آگاهی و آرام‌سازی ذهن می‌شود به درمان و ترک اعتیاد رفتاری سرعت داد. کارگاه افزایش عزت نفس نوجوانان این به شما برای رسیدن به این خودآگاهی و آرامش کمک می‌کند.